# Estació de Bordeta
|  | Aquest article tracta sobre l'antiga estació de metro. Vegeu-ne altres significats a «estació de la Bordeta (TBF)». |

Bordeta era una estació del metro de Barcelona que es trobava entre l'Hospitalet de Llobregat i Barcelona. Es trobava al Metro Transversal (L1) entre Mercat Nou i Bordeta Cotxeres (avui Santa Eulàlia), i era una de les poques estacions en superfície del metro.
L'estació es va inaugurar el 1926 quan es va inaugurar el Metro Transversal des de Bordeta a Catalunya, sent-ne la capçalera fins al 1932 quan es va obrir Bordeta Cotxeres. Per perllongar la línia, ja reanomenada L1, fins a Torrassa es va clausurar el 1980 l'estació de Bordeta Cotxeres, que havia estat reanomenada com Santa Eulàlia. El 23 de desembre de 1983 es va tancar l'estació de Bordeta a l'inaugurar-se la nova Santa Eulàlia traslladada més a prop. L'estació ja tancada es va mantenir fins a la dècada del 2000.